# Рифмовник центральной равнины

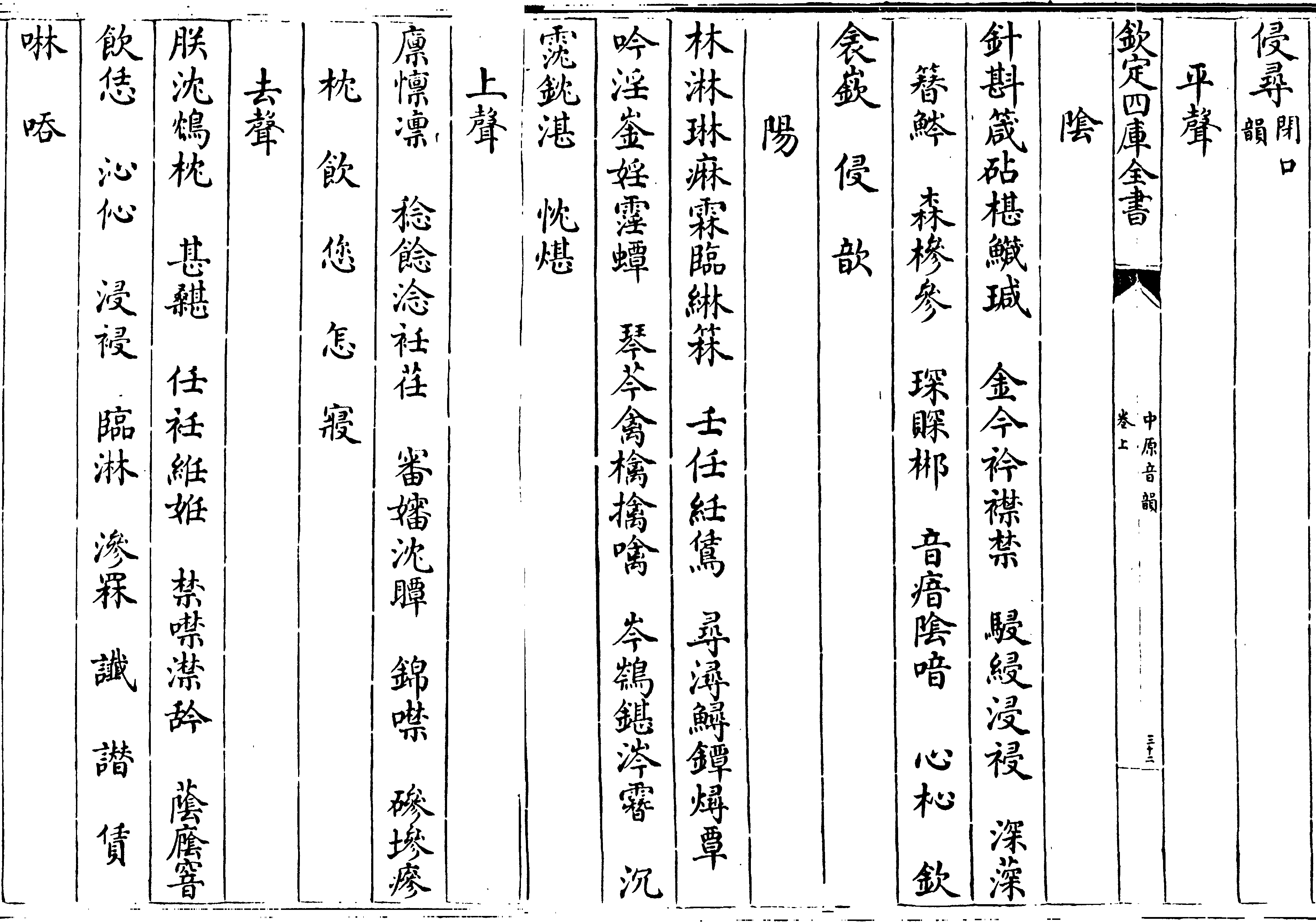
Страница из «Рифмовника центральной равнины»

Рифмовник центральной равнины (кит. трад. 中原音韻, упр. 中原音韵, пиньинь Zhōngyuán Yīnyùn, палл. Чжунъюань иньюнь) — словарь-рифмовник старомандаринского языка, составленный Чжоу Дэцином (周德清) в 1324 году в Монгольской империи Юань. В словаре нашли отражение важные изменения, которые произошли к этому периоду в фонетике старомандаринского языка. В частности, отражено исчезновение конечных согласных *-p, *-t, *-k, а также появление современной типичной севернокитайской системы из четырех тонов.

## История
Средневековые китайские рифмовники описывали преимущественно фонетику среднекитайского языка, но Старомандаринский язык империи Юань значительно отличался от него. Чжоу Дэцин решил составить свой рифмовник, ориентируясь на язык юаньской драмы, в качестве свода правил взамен классическим среднекитайским канонам составления стихов.

## Структура
«Рифмовник центральной равнины» содержит 5,866 иероглифов, часто встречающихся в рифмах песен и драмы. Чжоу Дэцин отдаёт должное работам «Четырёх великих юаньских драматургов», говоря о них, как об основе поэзии в целом.
Среднекитайские рифмовники обычно группировали иероглифы по тонам, затем по финалям. «Рифмовник центральной равнины» в свою очередь сначала группирует иероглифы по финалям, и лишь затем по тонам. Словарь отражает тоновую систему, типичную для мандаринского языка: древний "ровный тон" (平聲) разделяется на два: "тёмный ровный" (陰平) и "светлый ровный" (陽平), а древний входящий тон перераспределяется между другими тонами.